# NGC 5579
NGC 5579 is een spiraalvormig sterrenstelsel in het sterrenbeeld Ossenhoeder. Het hemelobject werd op 1 mei 1785 ontdekt door de Duits-Britse astronoom William Herschel.

## Synoniemen
- UGC 9180
- MCG 6-32-2
- ZWG 191.80
- ZWG 192.3
- Arp 69
- VV 142
- PGC 51236